# Polaris (álbum)
Polaris es el décimo tercero álbum de estudio de la banda finlandesa de power metal Stratovarius y fue publicado el 15 de mayo de 2009. Es el primer álbum de la banda con nuevos miembros, el guitarrista Matias Kupiainen y el bajista Lauri Porra y también el primer álbum de Stratovarius sin la participación de su veterano guitarrista Timo Tolkki, quien dejó la banda en el  2008. El vocalista Timo Kotipelto describe "Polaris" como "un álbum positivo y poderoso que los seguidores de Stratovarius de todo el mundo sin duda llevarán en sus corazones". El disco está compuesto por 11 canciones y (12 en la edición Japonesa). El disco alcanzó el puesto número 2 por diez semanas en Finlandia. En su primera semana de lanzamiento, el álbum vendió alrededor de 800 copias.
«Deep Unknown» fue publicado como sencillo de promoción junto con «Higher We Go» como cara B. El videoclip fue estrenado en abril de 2009 por el sello Edel Music. En este vídeo aparecen los nuevos miembros de la banda, Lauri Porra y Matias Kupiainen.

## Lista de canciones
1. «Deep Unknown» - 4:30
2. «Falling Star»  - 4:35
3. «King of Nothing» - 6:45
4. «Second Sight (Japanese Bonus Track)» - 4:25
5. «Blind» - 5:30
6. «Winter Skies» - 5:52
7. «Forever Is Today» - 4:43
8. «Higher We Go» - 3:50
9. «Somehow Precious» - 5:40
10. «Emancipation suite: I Dusk» - 7:00
11. «Emancipation suite: II Dawn» - 3:42
12. «When Mountains Fall» - 3:13
13. «Deep Unknown» (edición en vinilo) - 4:41

## Miembros
- Timo Kotipelto - Voces
- Matias Kupiainen - Guitarra
- Lauri Porra - Bajo
- Jens Johansson - Teclado
- Jörg Michael - Batería

## Posicionamiento
| Año  | Listas          | Posición |
| ---- | --------------- | -------- |
| 2009 | Finlandia       | 2        |
| 2009 | Italia          | 47       |
| 2009 | Alemania        | 55       |
| 2009 | Suiza           | 57       |
| 2009 | Top Heatseekers | 57       |
| 2009 | Francia         | 62       |